# Новий Став (село)
Но́вий Став — село в Україні, у Львівському районі Львівської області. Населення станом на 2001 рік становило 625 осіб. Орган місцевого самоврядування — Жовтанецька сільська рада.

## Населення

### Мова
Розподіл населення за рідною мовою за даними перепису 2001 року:
| Мова       | Кількість | Відсоток |
| ---------- | --------- | -------- |
| українська | 625       | 100%     |

## ЦеркваБогоявлення ГосподньогоУГКЦXVII ст.(каплиця-ротонда)

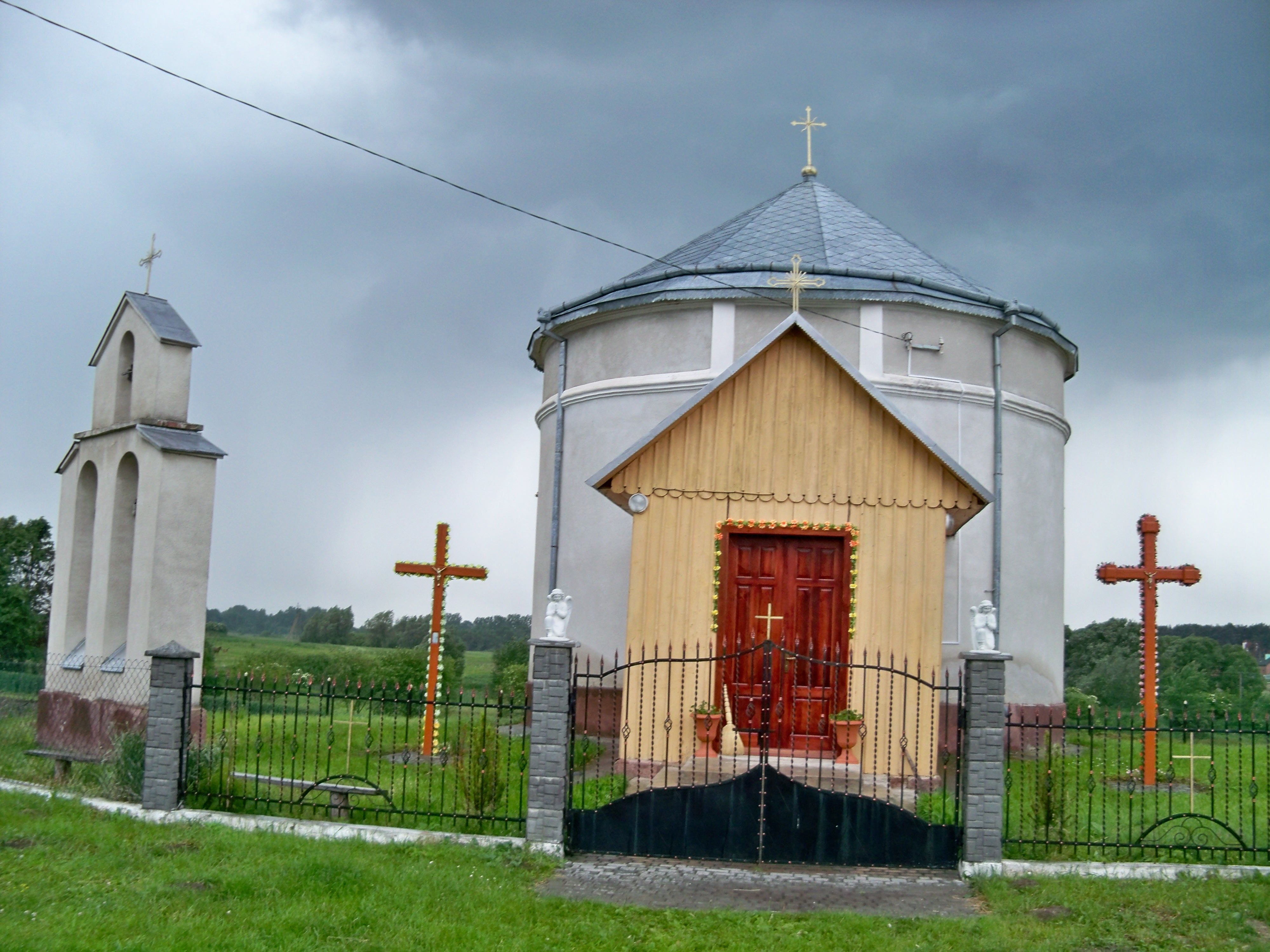
Каплиця-ротонда XVII ст. Центральний вхід, 2012 р.

Каплиця-ротонда була зведена у 1600 р. як римо-католицький храм. Існують також версії, що храм було збудовано значно пізніше – аж у 30-тих – 40-их роках XVIII ст.
Багатовікова мурована споруда є діючим старовинним храмом, належить до єпархії УГКЦ, вирізняється унікальністю своїх форм і належить до пам'яток архітектури національного значення. Циліндрична у плані, під шпилястим конусним дахом. Нині церква вкрита бляхою, при вході зі східної сторони до неї приєднано не зовсім гармонійну прибудову – дерев'яний бабинець. Будівля тинькована, має кілька невеликих півкруглих вікон на значній висоті і майже позбавлена зовнішнього декору. Діаметр в основі каплиці практично рівний її висоті.

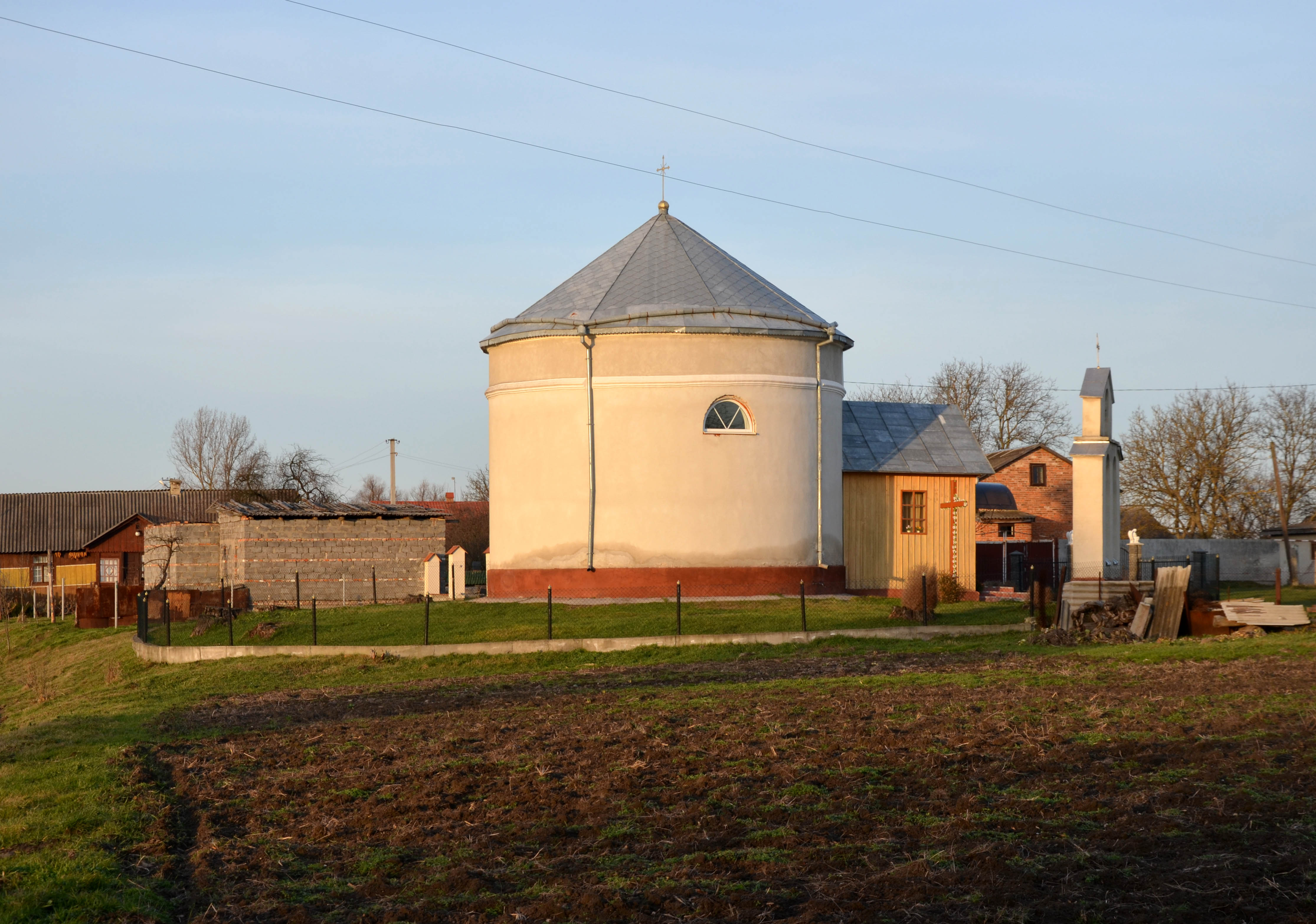
Каплиця збоку. 2015 р.

У середині липня 2016 р. до цього храму з монастиря отців-василіян було привезено чудотворну ікону Погінської Богородиці. У цей день відбувалися урочисті богослужіння, чування та місійні науки, опісля відбулося освячення Місійного Хреста, біля якого тоді ж залили фундамент під нову каплицю. Завершення урочистостей припало на неділю Усіх Святих українського народу.
Сакральна споруда розташувалась поблизу розвилки у центрі села, з іншого боку дороги від сучасного храму. Огляд святині вільний з усіх сторін – навколо широка рівна галявина. Далі на південь розташувався сільський цвинтар.